# Râul Chesler
Râul Chesler este un curs de apă care străbate localitățile Chesler și Văleni, afluent al râului Târnava Mare.

## Hărți
- Harta județului Sibiu